# Grúzskoie
Grúzskoie - Грузское (rus) - és un poble del krai de Krasnodar, a Rússia. Es troba a la vora del riu Grúzskaia, a 19 km al nord-est de Krílovskaia i a 176 km al nord-est de Krasnodar, la capital. Pertany al municipi de Novopaixkóvskaia.